# 미하라 마사토시
미하라 마사토시(일본어: 三原 雅俊, 1988년 8월 2일 ~ )는 일본의 축구 선수이다.

## 구단 경력
그는 2006년부터 2023년까지 J리그의 사간 도스, 비셀 고베, 츠바이겐 가나자와, V-파렌 나가사키, 가시와 레이솔에서 활동하였다.